# Jud Süss (tysk film)
Jud Süss är en tysk film från 1940 i regi av Veit Harlan. Filmen är gjord som antisemitisk nazipropaganda och handlar om Joseph Süss Oppenheimer (1698–1738), en judisk finansman i Heidelberg. Han spelas i filmen av Ferdinand Marian. Den kvinnliga huvurollen görs av Kristina Söderbaum som var en av Tysklands mest uppburna filmskådespelare under 1930-talet och 1940-talet. Filmen är baserad på romanen av Wilhelm Hauff, inte romanen med samma namn av Lion Feuchtwanger. 
Filmen blev en mycket stor bioframgång i Tyskland, med runt 20 miljoner besök. Regimen såg även till att filmen visades i då av Tyskland ockuperade länder. Efter andra världskrigets slut bannlystes filmen och Veit Harlan åtalades för brott mot mänskligheten. Harlan menade att Joseph Goebbels var den drivande kraften bakom projektet och friades, och skådespelarna i filmen hävdade i flera fall att de tvingats medverka i den.
Nordisk Tonefilm lämnade in en kopia av filmen för granskning till svenska Biografbyrån vilken totalförbjöd visning i Sverige 1941.

## Rollista i urval
- Ferdinand Marian – Joseph Süss Oppenheimer
- Werner Krauss – Rabbi Levi Loew
- Kristina Söderbaum – Dorothea, Sturms dotter
- Heinrich George – Karl Alexander, hertig av Württemberg
- Eugen Klöpfer – Sturm
- Albert Florath – Röder
- Malte Jaeger – Faber
- Theodor Loos – von Remchingen
- Hilde von Stolz – Hertiginnan av Württemberg
- Erich Dunskus – smidesmästaren
- Heinrich Schroth – Herr von Neufer